# Bureau d'économie théorique et appliquée
Le bureau d'économie théorique et appliquée est une unité mixte de recherche du CNRS, de l'université de Strasbourg et de l'université de Lorraine, de l'INRAE et d’AgroParisTech, il est situé sur cinq sites : à Strasbourg, Nancy, Metz, Colmar et Mulhouse. Il est fondé en 1972 à Strasbourg. 

## Historique
Jean-Paul Fitoussi est avec Jean-Pierre Daloz à l'origine de ce laboratoire de recherche en 1972. À l'occasion de la séparation de la faculté de d'économie d'avec la faculté de droit, la faculté d'économie rejoint les sciences « dures » à l'université Louis-Pasteur de Strasbourg, ce qui lui permet de s'émanciper du conservatisme académique du droit. C'est à cette occasion que naît le BETA, qui est ensuite rattaché au CNRS en 1985. En 2005, deux antennes sont créées en Lorraine, à Nancy et à Metz. 
Le laboratoire à fêter ces 50 ans d'existence en 2022. 
La directrice est madame Herrade Ingersheim Chauvet

## Recherche
Le laboratoire s'organise autour de cinq axes de recherche :
- La cliométrie et l'histoire de la pensée économique
- Comportements, incitations et développement durable
- Créativité, science et innovation
- Économie du droit
- Macroéconomie et politiques publiques.

## Sources et références
1. ↑  « Histoire du Beta »
2. ↑  « Évènements passés – Beta » (consulté le 25 avril 2024)

Présentation du BETA – Beta (beta-economics.fr)
Organisation – Beta (beta-economics.fr)